# كارل غرينبيرغ
كارل غرينبيرغ (بالإنجليزية: Carl Greenberg)‏ هو صحفي أمريكي، ولد في 19 أغسطس 1908 في بوسطن في الولايات المتحدة، وتوفي في 4 نوفمبر 1984 في لوس أنجلوس في الولايات المتحدة.